# Høm
|  | Høm er også en bebyggelse i Seem Sogn, se Høm (Esbjerg Kommune) |
Høm er en landsby på Midtsjælland med 468 indbyggere  (2025). Høm er beliggende i Høm Sogn tre kilometer nord for Vetterslev og fem kilometer syd for Ringsted. Landsbyen tilhører Ringsted Kommune og er beliggende i Region Sjælland.
Høm Kirke ligger i landsbyen.

## Demografi
Pr. 1. januar, medmindre andet er angivet
| År   | Antal |
| ---- | ----- |
| 1976 | 267   |
| 1981 | 353   |
| 1986 | 357   |
| 1990 | 350   |
| 1996 | 330   |
| 2000 | 333   |
| 2004 | 448   |
| 2008 | 482   |
| 2010 | 482   |